# Agustín Muñoz Grandes
Agustín Muñoz Grandes (27. ledna 1896 Madrid – 11. července 1970) byl španělský generál, politik, předseda španělské vlády, několikanásobný člen Francovy vlády, veterán španělské občanské války, a jako velitel španělské modré divize i druhé světové.

## Život a kariéra
Narodil se do chudé Madridské rodiny, za mlada se zapsal do vojenské akademie ve španělském Toledu. Po jejím úspěšném absolvování roku 1915 se stal členem španělské posádky v Maroku, kde bojoval ve slavné bitvě u Alhucemas.
Ve španělské občanské válce bojoval na straně nacionalistů. V průběhu války byl povýšen do hodnosti generála a stal se vrchním velitelem španělských jednotek v Africe. Později vedl nacionalisty při úspěšném dobytí města Málagy. To všechno se událo v roce 1937.
Roku 1941 se stal velitelem španělské modré divize, uskupení španělských dobrovolníků, bojujících na straně Třetí Říše proti Sovětskému svazu. Grandes měl zkušenosti s německým modelem vedení války, a osobně se znal s Hitlerem.
Během bojů na východní frontě získal Grandes Rytířský kříž a Železný kříž první třídy, předaný osobně Hitlerem.
Zpět do Španělska byl povolán roku 1942, aby zde byl oficiálně povýšen na generálporučíka (vedení španělských operací na východní frontě převzal Emilio Esteban Infantes).
Grandes získal roku 1945 hodnost generál-kapitána a stal se vrchním velitelem španělských ozbrojených sil. O pět let později zastával funkci ministra obrany. A v rozmezí let 1962 – 1967 byl i prvním viceprezidentem Španělska.
Po válce byl vyznamenán americkým prezidentem Eisenhowerem i prvním poválečným západoněmeckým kancléřem, Konradem Adenauerem. Paradoxně tak byl oceněn oběma stranami druhé světové války, což ukazuje na jeho politický význam.